# 紫脉紫金牛
紫脉紫金牛（学名：Ardisia velutina）为报春花科紫金牛属下的一个种。

## 扩展阅读
- 維基物種上的相關：紫脉紫金牛